# La Rinconada (Sevilla)
La Rinconada ist eine Stadt in der Provinz Sevilla in Spanien mit 40.529 Einwohnern (Stand: 2024).  Sie ist Teil der Comarca Metropolitana de Sevilla. Sie ist 11,7 Kilometer von der Provinzhauptstadt Sevilla entfernt.

## Geschichte
Die ältesten archäologischen Überreste, die in der Gemeinde entdeckt wurden, stammen aus dem 18. Jahrhundert vor Christus. Es handelte sich um eine Siedlung auf dem Macareno-Hügel, die vom Ende der Bronzezeit bis zum Beginn der Romanisierung bestand. Am Ende des 1. Jh. v. Chr. verließen die Bewohner den Hügel wegen einer Änderung des Flusslaufs, der neben dem Hügel vorbeiführte. In der römischen Zeit gab es jedoch noch eine Siedlung in einem anderen Bereich der Gemeinde. Das Gebiet war auch in westgotischer Zeit besiedelt. Über seine Geschichte in der muslimischen Zeit ist nichts bekannt. Im Jahr 1245 lagerte Ferdinand III. von Kastilien vor der Rückeroberung Sevillas hier und gründete ein Hospital, das vom Orden des Heiligen Johannes von Jerusalem (dem Malteserorden) betrieben wurde. In der Folgezeit wurde an der Stelle des Hospitals die Kapelle Nuestra Señora de los Dolores errichtet und im 15. Jahrhundert begann das Dorf um sie herum zu wachsen. 

## Söhne und Töchter der Stadt
- Ángel Pedraza (1962–2011), Fußballspieler